# Het Huis Anubis (lied)
Het Huis Anubis is een lied van de Nederlandse actrice en zangeres Loek Beernink dat in 2007 op cd-single werd uitgebracht. De single werd onder de naam Nienke uitgebracht, het personage dat Beernink speelt in de gelijknamige Nickelodeon-televisieserie Het Huis Anubis. Het lied is een uitgebreide versie van de vroegere intro van de serie.
De serie wordt sinds 26 september 2006 uitgezonden door Nickelodeon, als opvolger van ZOOP. De serie won al snel aan populariteit onder de jeugdige kijkers. Inmiddels kijken er dagelijks honderdduizenden mensen naar de serie. De melodieuze intromuziek van nog geen minuut werd ook snel opgepakt door de kijkers. Het korte stukje werd gezongen door Loek Beernink, die de rol van Nienke in de serie speelt. MTV Networks, waartoe Nickelodeon behoort, en Studio 100 besloten het nummer uit te schrijven en op cd-single te zetten. Gert Verhulst, Hans Bourlon en Johan Vanden Eede, die al jaren muziek voor Studio 100-acts als Samson en Gert en Kabouter Plop schrijven, maakten het nummer af. Jody Pijper heeft aan de single meegewerkt als een van de achtergrondzangeressen. Op 8 januari lag deze in de winkel, met naast twee versies van Het Huis Anubis ook verschillende extra's, die op een computer te bekijken zijn.
In week 3 kwam Het Huis Anubis op nummer 15 binnen in de Nederlandse Top 40, zonder eerst in de Tipparade gestaan te hebben. In de tweede week schoot het lied naar nummer 5. Omdat de single in grote aantallen verkocht werd, steeg het nummer in de derde week naar nummer 1. De week erna werd het nummer echter alweer gepasseerd door Nelly Furtado met het nummer All Good Things (Come to an End). Nienke wist ook in Vlaanderen de hitlijsten binnen te komen; in week 3 komt ze op nummer 32 binnen in de Ultratop 50, om in de week daarna naar nummer 13 te stijgen.
Nienke is na onder andere Linda, Roos & Jessica, Hero,  Bionda en Martin Morero een van de meerdere televisiepersonages die in Nederland een hit heeft weten te scoren.

## Hitnotering
| "Het huis Anubis' in de Nederlandse Top 40 - binnen: 20 januari 2007 | "Het huis Anubis' in de Nederlandse Top 40 - binnen: 20 januari 2007 | "Het huis Anubis' in de Nederlandse Top 40 - binnen: 20 januari 2007 | "Het huis Anubis' in de Nederlandse Top 40 - binnen: 20 januari 2007 | "Het huis Anubis' in de Nederlandse Top 40 - binnen: 20 januari 2007 | "Het huis Anubis' in de Nederlandse Top 40 - binnen: 20 januari 2007 | "Het huis Anubis' in de Nederlandse Top 40 - binnen: 20 januari 2007 | "Het huis Anubis' in de Nederlandse Top 40 - binnen: 20 januari 2007 | "Het huis Anubis' in de Nederlandse Top 40 - binnen: 20 januari 2007 | "Het huis Anubis' in de Nederlandse Top 40 - binnen: 20 januari 2007 |
| Week                                                                 | 1                                                                    | 2                                                                    | 3                                                                    | 4                                                                    | 5                                                                    | 6                                                                    | 7                                                                    | 8                                                                    |                                                                      |
| -------------------------------------------------------------------- | -------------------------------------------------------------------- | -------------------------------------------------------------------- | -------------------------------------------------------------------- | -------------------------------------------------------------------- | -------------------------------------------------------------------- | -------------------------------------------------------------------- | -------------------------------------------------------------------- | -------------------------------------------------------------------- | -------------------------------------------------------------------- |
| Nummer                                                               | 15                                                                   | 5                                                                    | 1                                                                    | 2                                                                    | 2                                                                    | 15                                                                   | 24                                                                   | 32                                                                   | uit                                                                  |

| "Het huis Anubis" in de Vlaamse Ultratop 50 - binnen: 20 januari 2007 | "Het huis Anubis" in de Vlaamse Ultratop 50 - binnen: 20 januari 2007 | "Het huis Anubis" in de Vlaamse Ultratop 50 - binnen: 20 januari 2007 | "Het huis Anubis" in de Vlaamse Ultratop 50 - binnen: 20 januari 2007 | "Het huis Anubis" in de Vlaamse Ultratop 50 - binnen: 20 januari 2007 | "Het huis Anubis" in de Vlaamse Ultratop 50 - binnen: 20 januari 2007 | "Het huis Anubis" in de Vlaamse Ultratop 50 - binnen: 20 januari 2007 | "Het huis Anubis" in de Vlaamse Ultratop 50 - binnen: 20 januari 2007 | "Het huis Anubis" in de Vlaamse Ultratop 50 - binnen: 20 januari 2007 |
| Week                                                                  | 1                                                                     | 2                                                                     | 3                                                                     | 4                                                                     | 5                                                                     | 6                                                                     | 7                                                                     |                                                                       |
| --------------------------------------------------------------------- | --------------------------------------------------------------------- | --------------------------------------------------------------------- | --------------------------------------------------------------------- | --------------------------------------------------------------------- | --------------------------------------------------------------------- | --------------------------------------------------------------------- | --------------------------------------------------------------------- | --------------------------------------------------------------------- |
| Nummer                                                                | 32                                                                    | 13                                                                    | 13                                                                    | 15                                                                    | 18                                                                    | 34                                                                    | 41                                                                    | uit                                                                   |

## Tracklist cd-single
1. "Het Huis Anubis" (Tijd: 2:59)

2. "Het Huis Anubis (Instrumentale Versie)" (Tijd: 2:59)